# Vae victis (szállóige)
Vae victis – közismert latin szállóige, jelentése: „Jaj a legyőzötteknek”.
I. e. 390-ben egy Brennus vezette gall hadsereg tönkreverte Róma csapatait az alliai csatában, majd kifosztotta a védtelenül maradt várost.
A fellegvárba szorult római védők közt éhség, az ostromlók közt éhezés és járvány dúlt, így mindkét fél szerette volna befejezni a harcot.
„Ekkor a szenátus ülést tartott s felhatalmazta a katonai tribunusokat a tárgyalásra” – írja Livius (A római nép története a város alapításától, Ötödik Könyv 48). Q. Sulpicius katonai tribunus és Brennus, a gallus sereg vezére találkoztak, és megállapodva, ezer font aranyban (327 kg) határozták meg a római népnek – a világ jövendő urának – váltságdíját. Ezt az önmagában is szégyenletes dolgot még egy felháborító cselekedet tetézte. A gallusok hamis súlyokat hoztak elő, s a tribunus tiltakozására az arcátlan gallus ráadásul még a kardját is a serpenyőbe dobta, s elhangzott a rómaiaknak elviselhetetlenül hangzó kijelentés: 
„Jaj a legyőzötteknek!”

## A példázat visszafordul
A szörnyű tanulságról szóló római beszámolók ironikus vonása, hogy ennél a pontnál a példázat visszafordult, mintegy megcáfolva önmagát, ugyanakkor a hősiesség és büszkeség értékeit a háborús balszerencse fölé emelve.
A történet úgy folytatódik, hogy mielőtt a rómaiak még kifizették volna a szégyenletes váltságdíjat, megérkezett a felmentő sereggel a dictator Camillus, és mivel az egyezséget alacsonyabb rangú hivatalnok kötötte, semmisnek mondta ki azt. Vassal, nem pedig arannyal kell megmenteni a hazát, („Non auro, sed ferro, recuperanda est patria”) így buzdította harcra katonáit, akik kiűzték a városból a nemrég még rettegett gallokat. Aztán egy második, nyílt csatában a városon kívül is szétszórták őket. (Livius szerint a Gabiiba vezető úton a nyolcadik mérföldkőnél.)
Ezután Róma emelkedésének korszaka következett, a várost nem is foglalta el újra senki több mint 700 évig, és a hanyatlás időszakáig Brennus gőgjét többnyire az ostromlottak leszármazottai gyakorolták mások felett.

## Külső hivatkozás: latin szállóigék
- Latin szállóigék